# Dylan Tichenor
Dylan Tichenor (født 1968) er en amerikansk filmklipper der i 2008 blev nomineret til en Oscar for bedste klipning. Han har bl.a. arbejdet sammen med instruktør Paul Thomas Anderson, hvis film Magnolia, Boogie Nights, Hard Eight og There Will Be Blood han har arbejdet på. For sit arbejde på Brokeback Mountain blev han nomineret til en BAFTA Award.

## Filmografi i udvalg
- Hard Eight (1996), post-production assistent
- Boogie Nights (1997), filmklipper
- Magnolia (1999), filmklipper og associate producer
- Unbreakable (2000), filmklipper
- The Royal Tenenbaums (2001), filmklipper
- Brokeback Mountain (2005), filmklipper
- The Assassination of Jesse James by the Coward Robert Ford (2007)
- There Will Be Blood (2007)
- Doubt (2008)

## Ekstern henvisning
- Dylan Tichenor på Internet Movie Database (engelsk)
- Dylan Tichenor på Filmdatabasen
- Dylan Tichenor på Scope
- Dylan Tichenor på Svensk Filmdatabas (svensk)
- Dylan Tichenor på AlloCiné (fransk)
- Dylan Tichenor på AllMovie (engelsk)
- Dylan Tichenor på The Movie Database (engelsk)